# Cornelius Varley

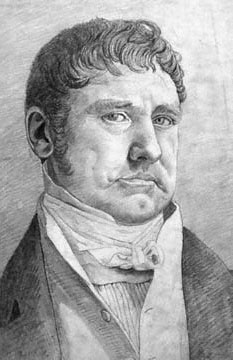
William Gell, por Cornelius Varley, 1816 (National Portrait Gallery).

Cornelius Varley (Hackney, Londres, 21 de Novembro 1781 – 2 de Outubro 1873) foi um pintor Inglês.
Este pintor foi o irmão mais novo de John Varley (pintor).Foi educado pelo seu tio, onde teve o conhecimento e gosto pelas ciências naturais.
Por volta de 1800, junta-se com o seu irmão para uma viagem ao País de Gales onde começa o seu estudo e gosto pela Arte
De 1803 a 1859 Hackney fez constantes exibições na Academia Real Inglesa (Royal Academy) e contribuiu regularmente para uma sociedade artística intitulada "Water-Colou Society" onde foi fundador em 1803, o qual permaneceu como membro até 1821.
Os seus trabalhos consistem principalmente em temáticas relacionadas com o clássico, com arquitectura e retratos da figura humana.
Hackey teve 10 filhos, dos quais salienta-se os reconhecidos ingleses S.A. Varley e C.F. Varley. Faleceu em 1873.